# Matwijków
Matwijków, Matwiejków (ukr. Матейків) – wieś na Ukrainie, w obwodzie winnickim, w rejonie barskim.
W czasach Rzeczypospolitej wieś leżała w województwie podolskim. W wyniku II rozbioru Polski została włączna w skład Imperium Rosyjskiego.